# Sergej Barbarez
Sergej Barbarez född 17 september 1971 i Mostar, SFR Jugoslavien, är en bosnisk före detta fotbollsspelare.
Sergej Barbarez är en rutinerad fotbollsspelare som gjort 46 A-landskamper för Bosnien och Hercegovinas landslag, och räknas som en av Bosniens bäste spelare någonsin. Han avslutade karriären i tyska Bundesliga för Bayer Leverkusen dit han flyttade sommaren 2006 efter sex säsonger i Hamburg där han var en stor publikfavorit och en mycket viktig spelare.
Barbarez har tidigare varit bundesligas skyttekung med 22 mål.
Efter en match i Serbiens huvudstad Belgrad där Bosnien förlorade med 0-1 sa Barbarez att hans fotbollskarriär i landslaget var slut. Han valde dock att fortsätta i Bosniens fotbollslandslag ytterligare ett tag, och han inledde kvalet till EM 2008 med att göra mål mot Malta.